# Paul Kenjirō Kōriyama
Paul Kenjirō Kōriyama (jap. パウロ 郡山 健次郎, Pauro Kōriyama Kenjirō; * 20. August 1942 in Tatsugō, Amami-Ōshima, Präfektur Kagoshima, Japan) ist ein japanischer Geistlicher und emeritierter römisch-katholischer Bischof von Kagoshima. 

## Leben
Paul Kenjirō Kōriyama empfing am 20. März 1972 die Priesterweihe für das Bistum Kagoshima.
Papst Benedikt XVI. ernannte ihn am 3. Dezember 2005 zum Bischof von Kagoshima. Die Bischofsweihe spendete ihm sein Amtsvorgänger Paul Shinichi Itonaga am 29. Januar 2006; Mitkonsekratoren waren Joseph Mitsuaki Takami PSS, Erzbischof von Nagasaki, und Peter Takeo Okada, Erzbischof von Tokio.
Am 7. Juli 2018 nahm Papst Franziskus seinen altersbedingten Rücktritt an.